# Evelyn Ay Sempier
Evelyn Ay Sempier (8 mars 1933 - 18 octobre 2008) est couronnée Miss Pennsylvania (en) puis Miss America en 1954.

## Source de la traduction
- (en) Cet article est partiellement ou en totalité issu de l’article de Wikipédia en anglais intitulé « Evelyn Ay Sempier » (voir la liste des auteurs).